# Lawrence B. Marcus
Pour les articles homonymes, voir Marcus.
Lawrence B. Marcus est un scénariste américain né le 19 juillet 1917 à Beaver, Utah (États-Unis), décédé le 28 août 2001  à Woodland Hills (Los Angeles).

## Filmographie
- 1958 : Voice in the Mirror de Harry Keller
- 1967 : A Covenant with Death de Lamont Johnson
- 1968 : Petulia de Richard Lester
- 1969 : Justine
- 1971 : L'Affrontement
- 1976 : Alex ou la liberté (Alex & the Gypsy)
- 1980 : Le Diable en boîte (The Stunt Man)
- 1981 : En plein cauchemar (The Five of Me) (TV)
- 1982 : The Letter (TV)
- 1982 : Témoin à charge (Witness for the Prosecution) (TV)
- 1984 : Deux garçons et une fille (Threesome) (TV)